# ルチアーノ・フロリディ
ルチアーノ・フロリディ（Luciano Floridi、1964年11月16日 - ）は、イタリア・イギリスの哲学者。
科学哲学、技術哲学、倫理学の分野でイタリアで最も影響力のある思想家の一人であり、特に情報哲学及び情報倫理学の研究で知られる。彼の論文は日本語、中国語、フランス語、スペイン語、ポルトガル語、ギリシャ語、ポーランド語、チェコ語、ハンガリー語、アラビア語、ペルシア語などに翻訳されている。

## 経歴
1964年、ローマに生まれる。
入学したローマ・ラ・サピエンツァ大学で、初めは古典学、哲学史を学んだが、直ぐに分析哲学に興味を持ち、マイケル・ダメットの反実在論をテーマとした。
ウォーリック大学のスーザン・ハークとマイケル・ダメットの下で認識論と論理哲学の研究を行い、1989年に修士号、1990年に博士号を取得した。
大学院生からポスドク時代にかけて、フロリディは、現代の問題に対応するために新しい方法論を模索し、古典的な分析哲学から距離を置くようになった。彼は分析哲学は推進力を失って後退しつつあると感じ、特にチャールズ・サンダース・パースのプラグマティズムの研究を中心に行った。
1990年から1991年にかけて、ウォーリック大学において哲学講師、1990年代にかけて、オックスフォード大学、オックスフォード大学ウルフソン・カレッジにおいてフェロー等を務めた、2014年から2015年にかけて、忘れられる権利に関するGoogleの諮問委員会（アドバイザリー・カウンシル）の委員を務めた。諮問委員会はヨーロッパ7箇所（マドリード、ローマ、パリ、ワルシャワ、ベルリン、ロンドン、ブリュッセル）でパブリック・ミーティングを行い、2015年2月6日付けで最終報告書を公開した。
2008年よりハートフォードシャー大学哲学科で教授として情報哲学の研究を行っている。また、オックスフォード大学セント・クロス・カレッジのフェロー、バーリ大学の論理学の助教授である。

## 著作
- 『第四の革命―情報圏(インフォスフィア)が現実をつくりかえる』 春木良且ほか訳、新曜社、2017年（原著2014年）。 ISBN 978-4788515222